# Lúčky (powiat Michalovce)
Lúčky – wieś (obec) na Słowacji położona w kraju koszyckim, w powiecie Michalovce. Pierwsze wzmianki o miejscowości pochodzą z roku 1336. 
Według danych z dnia 31 grudnia 2012, wieś zamieszkiwało 565 osób, w tym 319 kobiet i 246 mężczyzn.
W 2001 roku rozkład populacji względem narodowości i przynależności etnicznej wyglądał następująco:
- Słowacy – 91,6%
- Romowie – 6,25%
- Ukraińcy – 0,2%
- Węgrzy – 0,2%

Ze względu na wyznawaną religię struktura mieszkańców kształtowała się w 2001 roku następująco:
- Katolicy rzymscy – 48,83%
- Grekokatolicy – 11,13%
- Ewangelicy – 1,56%[a]
- Prawosławni – 9,77%
- Ateiści – 0,2%
- Nie podano – 1,95%